# Umweltkatastrophe
Eine Umweltkatastrophe ist eine von Menschen verursachte, plötzliche und äußerst starke Beeinträchtigung der Umwelt, die die Krankheit oder den Tod von vielen Lebewesen zur Folge hat. Dies macht den deutlichen Unterschied zur Naturkatastrophe aus, die ihre Ursache in rein natürlichen, nicht vom Menschen beeinflussten Vorgängen hat.

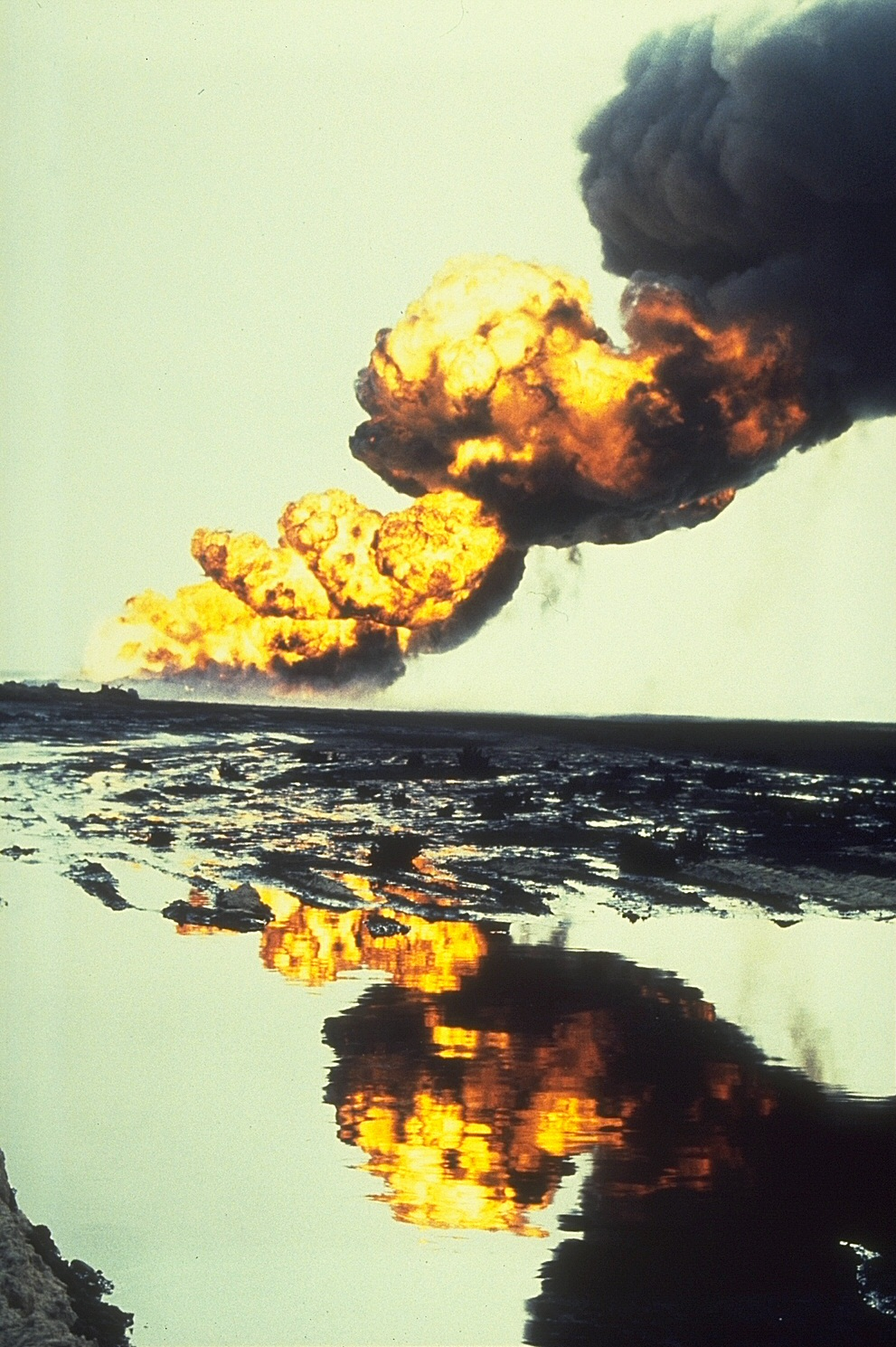
Brennende Bergan-Ölquelle während des Golfkrieges in Kuwait am Persischen Golf

Eine Umweltkatastrophe wird meist ausgelöst durch einen Betriebsunfall (wie z. B. der Dioxin-Unfall von Seveso 1976, das Bhopalunglück von 1984, die nukleare Katastrophe von Tschernobyl 1986, die Öltanker-Unfälle Amoco Cadiz 1978, Exxon Valdez 1989 oder Prestige 2002) und Verkehrsunfälle z. B. von Tanklastwagen mit Gefahrgut. Es kann sich aber auch um die Folgen schleichender Umweltverschmutzung handeln, die sich dann jedoch, in vergleichsweise sehr viel kürzerer Zeit gravierend in ihren Auswirkungen und Folgeerscheinungen zeigt, wie z. B. der Treibhauseffekt, das Ozonloch, das Waldsterben oder die Austrocknung des Aralsees. Im Bereich der Luftverschmutzung stellt die Smog-Katastrophe in London 1952 ein bekanntes Beispiel dar.
Einiges deutet darauf hin, dass Umweltkatastrophen eine große Rolle bei der Entwicklung des Umweltbewusstseins spielen. Während die Umweltverschmutzung oft schleichend oder für die menschlichen Sinnesorgane nicht wahrnehmbar ist, lösen Umweltkatastrophen durch ihr plötzliches und heftiges Auftreten bei vielen Menschen Ängste und Sorgen aus und lassen so Umweltbewusstsein und aktiven Umweltschutz wachsen.

## Umweltkatastrophe als Schadensursache und Schaden
Auf Umweltkatastrophen zurückzuführende Schäden werden aufgrund ihrer Ursache nur bedingt durch Haftpflichtversicherungen und Liegenschaftsversicherungen gedeckt (z. B. der durch die Gebäudeversicherung abgedeckte Schaden durch abstürzende Satellitenteile). Umweltschäden katastrophalen Ausmaßes können durch Brandstiftung oder Achtlosigkeit und Unaufmerksamkeit ausgelöst werden, wie z. B. eine Brandkatastrophe, welche sich zu einer Umweltkatastrophe ausweitet, oder der Unfall eines Gefahrguttransporters zu Land, zu Luft oder zur See. Oft können geringfügige Ursachen durch den Ketten- oder Domino-Effekt schnell das Ausmaß einer Naturkatastrophe erreichen. Auch schon der durch Klimaveränderung vorbereitete katastrophale Sturm- und Flutschaden sprengt die Grenzen des herkömmlichen Elementarschadens.
Zur Absicherung derartiger Schäden jenseits des z. B. durch die Gebäudeversicherung passiv oder Kfz-Haftpflichtversicherung aktiv abgedeckten Risikos durch Versicherung und Rückversicherung wird daher an Modellen für eine Katastrophenversicherung gearbeitet.

## Systematik
Unterschieden werden:
- Brandkatastrophen
- Flutkatastrophen infolge von Stauanlagenunfällen
- Chemiekatastrophen
- Gefahrgutunfälle
- Nuklearkatastrophen
- Seuchen und Tierseuchen
- Ölunfälle und Ölpesten
- Smogkatastrophen
- Globale Erwärmung